# Bahnhof Tönning

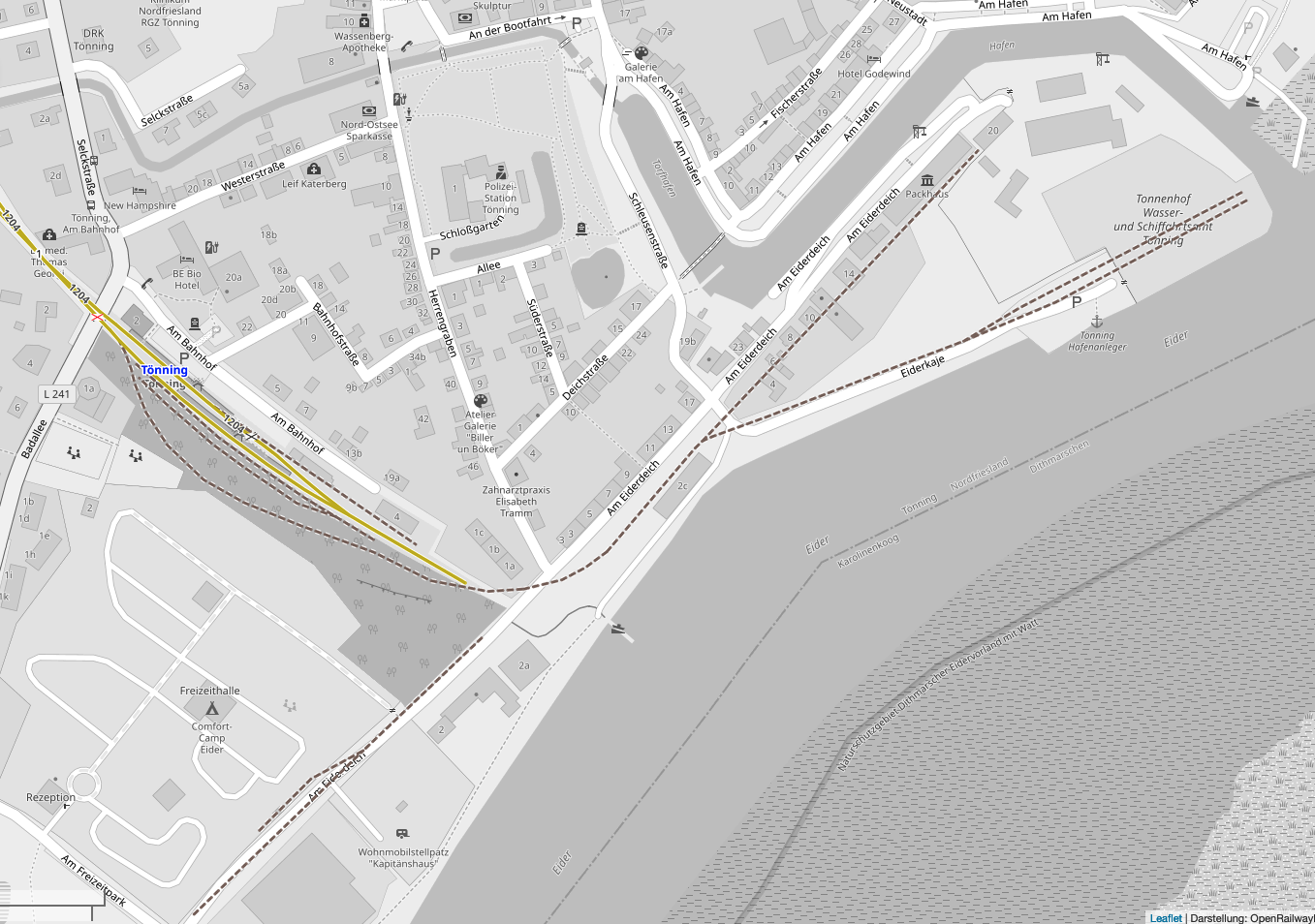
Gleisplan mit Hafenanschluss

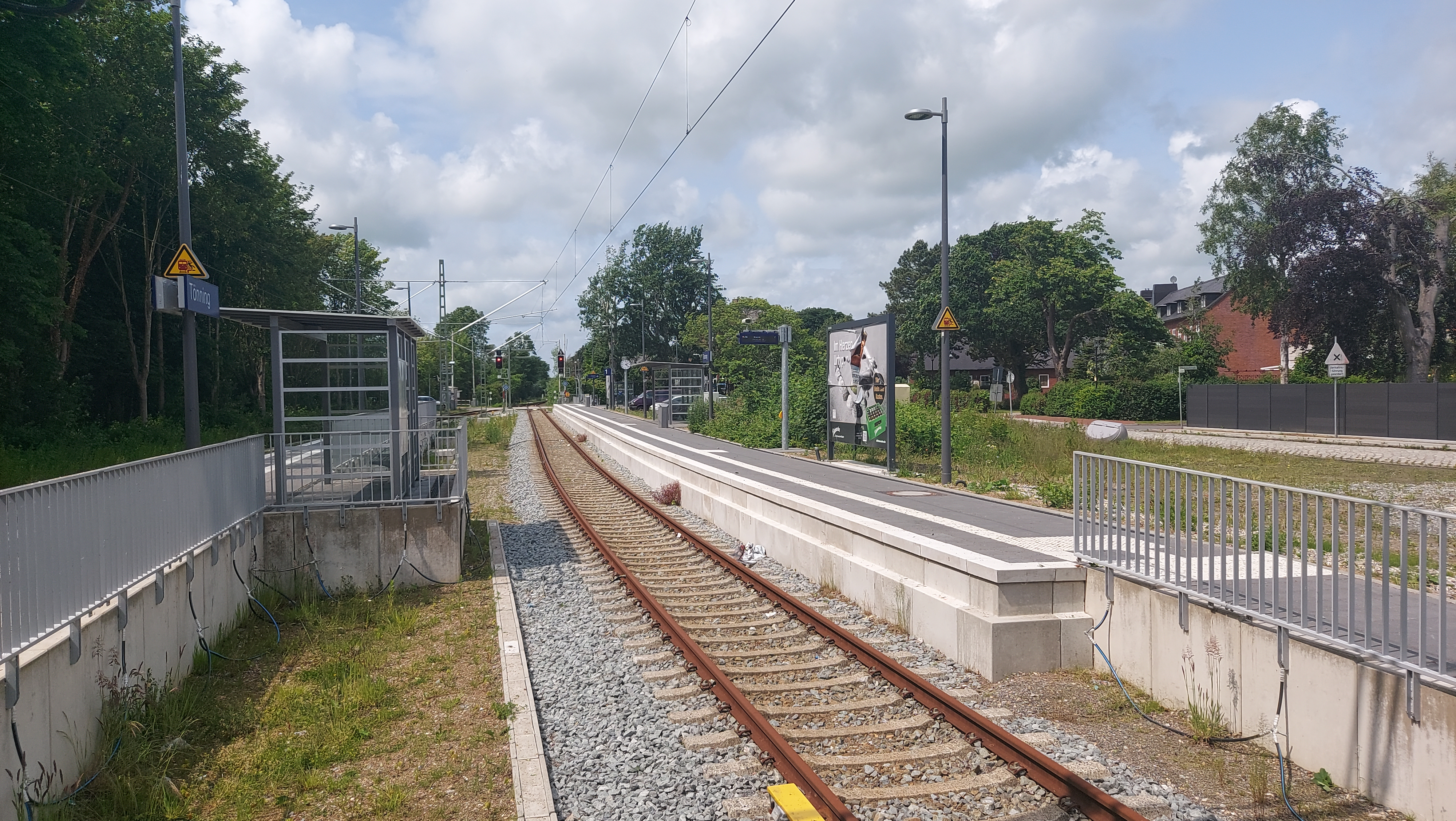
Die Bahnanlagen nach der Modernisierung (2025)

Der Bahnhof Tönning ist ein Bahnhof im Südwesten der Stadt Tönning in Schleswig-Holstein an der Bahnstrecke Husum–Bad St. Peter-Ording.

## Geschichte
Die Flensburg-Husum-Tönninger Eisenbahngesellschaft begann 1852 mit der Errichtung des Bahnhofs Tönning. Dieser wurde als Endbahnhof der Bahnstrecke Flensburg–Husum–Tönning am 1. April 1854 provisorisch und am 25. Oktober 1854 offiziell in Betrieb genommen. Anfangs hatte der Bahnhof als Hafenbahnhof eine große Bedeutung zum Umschlag von Tiertransporten nach England und Kohletransporten aus England. Später wurde die Strecke nach Garding verlängert.
1904 wurden zwei mechanische Stellwerke der Bauform Jüdel, das im Empfangsgebäude gelegene Fahrdienstleiterstellwerk Tg und das Wärterstellwerk Tw, in Betrieb genommen.
In den 1970er Jahren nahm die Deutsche Bundesbahn das elektromechanische Stellwerk der Bauform E43 mit der Bezeichnung Tf in Betrieb und die beiden mechanischen Stellwerke außer Betrieb, die danach abgerissen wurden.
Die Deutsche Bahn baute den Bahnhof 2023/2024 um. Dabei wurden die beiden Bahnsteiggleise 1 und 2 und ein Abstellgleis in veränderter Lage neu errichtet, eine Entwässerungsanlage hergestellt, der 70 Meter lange Haus- und der 96 Meter lange Zwischenbahnsteig mit einer Höhe von jeweils 38 Zentimetern durch jeweils 100 Meter lange und 76 Zentimeter hohe, barrierefreie Bahnsteige ersetzt sowie ein von Husum aus ferngesteuertes elektronisches Stellwerk mit neun neuen Signalen als Ersatz für das elektromechanische Stellwerk errichtet. Für das Laden von Akkumulatortriebwagen wurde zudem eine Oberleitungsinselanlage bestehend aus jeweils 315 Meter langen Oberleitungen für die Gleise 1 und 2 mit einem Unterwerk gebaut und zum Fahrplanwechsel im Dezember 2024 in Betrieb genommen. Für das elektronische Stellwerk wurde ein Technikgebäude in Modulbauweise errichtet. Da die Deutsche Bahn das Empfangsgebäude nach der Außerbetriebnahme des Stellwerks nicht mehr benötigte, vereinbarte sie eine Abgabe an die Stadt Tönning, die es abreißen ließ und die Fläche neu gestalten will.

## Betrieb
In Tönning verkehrt stündlich die RB 64 Husum – Tönning – Garding – Tating – Bad St. Peter-Ording (Stand 2024). Die Züge kreuzen in Tönning. Die Linie wird von der Nordbahn betrieben.